# Frans Michel Penning
Frans Michel Penning (Gorinchem, 12 september 1894 – Utrecht, 6 december 1953) was een Nederlands experimenteel natuurkundige die belangrijk onderzoek heeft verricht naar lagedruk-gasontlading en de ontwikkeling van nieuwe elektronenbuizen.

## Biografie
Penning was de zoon van Louwrens Penning (1854-1927) en Adriana Heijmans (1863-1942). Hij studeerde natuur- en wiskunde aan de Universiteit Leiden waar hij in 1923 onder Heike Kamerlingh Onnes promoveerde op het proefschrift: "Metingen over isopkynen van gassen bij lage temperaturen". In 1924 werd hij aangenomen bij het Philips Natuurkundig Laboratorium (NatLab) te Eindhoven waar vanaf 1914 Gilles Holst en Ekko Oosterhuis en vanaf 1920 ook Gustav Ludwig Hertz onderzoek deden naar elektrische ontlading in gassen.
Pennings belangrijkste bijdrage betrof de experimentele studie naar het gedrag van elektrische ontladingen in lagedrukgassen, en dan met de invloed van magnetische velden op gasontladingen. Dit leidde al in 1927 tot een belangrijke publicatie over ionisatie van edelgassen middels metastabiele atomen.

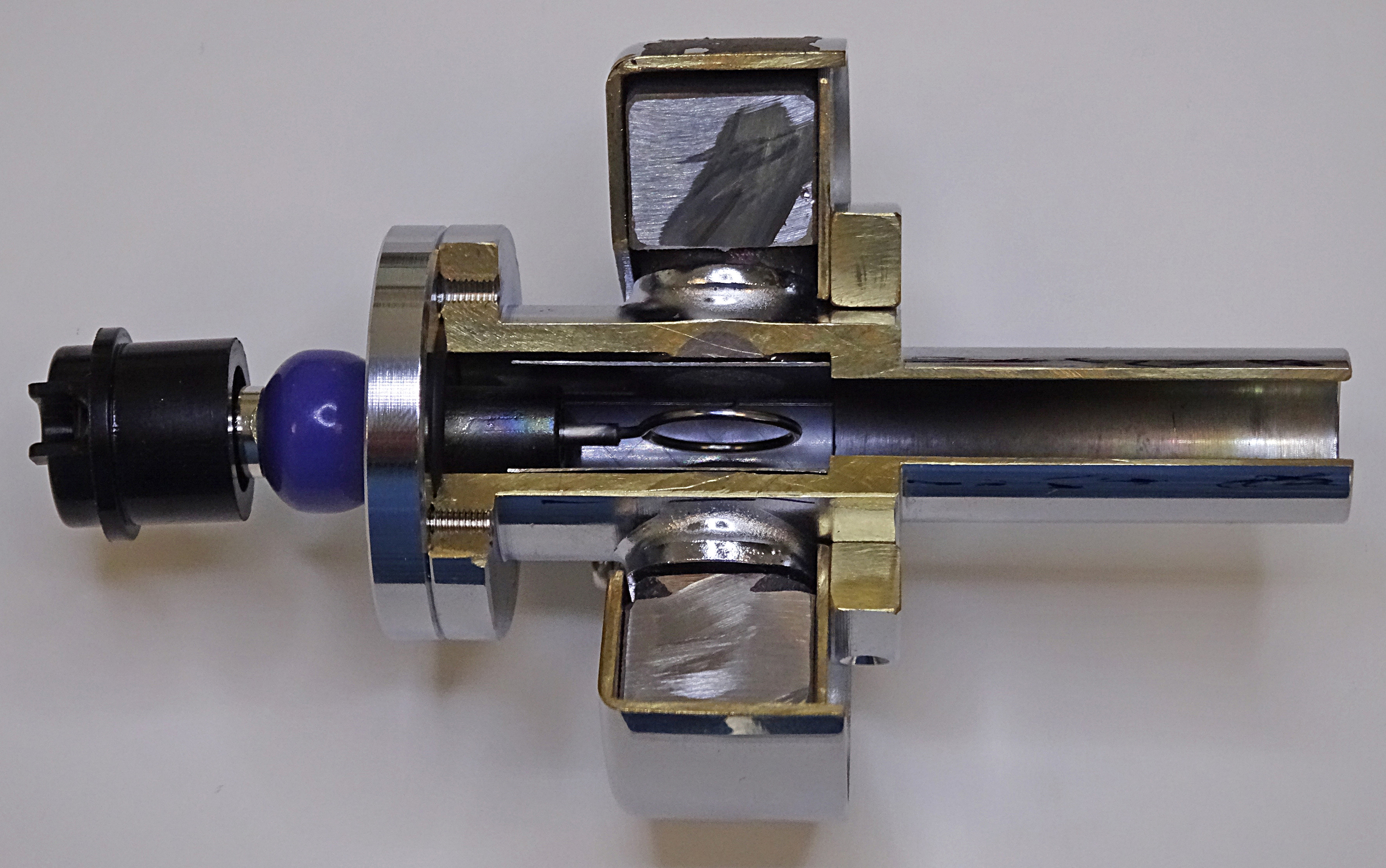
Penning-manometer (open)

Zijn experimentele onderzoek resulteerde in de ontwikkeling van wat later de Penning-manometer zou worden genoemd, een vacuümbuis met koude kathode en een magnetisch veld, geschikt voor het meten van zeer lage drukken. In deze buis wordt een deel van het aanwezige gas geïoniseerd door het elektrische veld tussen anode en kathode, en in een spiraalvormige baan gebracht door het magnetische veld. De hoeveelheid geïoniseerde deeltjes, meetbaar als een elektrische stroom tussen anode en kathode, is een maat voor de vacuümdruk in de buis.
De manometer van Penning inspireerde Hans Dehmelt om een combinatie van axiale magnetische en quadrupolaire elektrische velden te gebruiken om elektrisch geladen deeltjes langdurig vast te houden. Hij noemde het instrument de Penningval en verkreeg dankzij de ontwikkeling van dit apparaat in 1989 de Nobelprijs voor de Natuurkunde. Een Penningval wordt ook gebruikt bij onderzoek naar antimaterie. Antideeltjes worden gevangen gehouden in een kooi van magneetvelden.